# 长滩号核动力导弹巡洋舰
長灘号核子動力導彈巡洋艦（英語：USS Long Beach CLGN-160/CGN-160/CGN-9）是美國海軍的核子動力導彈巡洋艦，長灘級的唯一成員，艦名取自加利福尼亞州的長灘市。

## 概况
長灘号由美國伯利恆鋼鐵公司建造，1957年12月開工，1960年下水，1961年9月服役，是世界上第一艘核動力巡洋艦與第一艘核動力水面艦（在此之前只有核子潛艇曾使用過核子動力方式驅動），1970年代末至80年代接受數次現代化改裝，1995年退役拆解。
1964年5月13日，長灘號與企業號航空母舰及班布里奇號巡洋舰兩艘核動力軍艦合組為第一特遣支隊，進行準備海環行動（Operation Sea Orbit）的全核動力不靠港補給環球航行計畫；艦隊在同年七月底執行任務，於同年10月完成此創舉。

## 基本性能
動力系统採用2座壓水反應爐，2台大型蒸汽渦輪发動機，80,000軸馬力，由双俥双舵推進，航速30節。核子動力的特點就是可以長時間在海上航行且無需補充燃料，即續航力無限。

## 武器装备
在1950年代軍艦的設計特點為全飛彈配置，長灘號原本也按照此思維設計；但是美國總統約翰·甘迺迪1962年4月參觀長堤號後要求海軍要在船上裝上艦炮，於是美國海軍只好從退役的佛萊契級驅逐艦上找來2門單管MK30五吋砲裝在船舯上，後來更換為MK42五吋砲。
舰上武器原以防空為主，RIM-2中程防空飛彈和RIM-8長程防空飛彈為主幹，其他有反潛飛彈、反潛魚雷與艦炮等，現代化改裝後加裝方陣系統、戰斧巡弋飛彈、魚叉反艦飛彈，使火力更加充足，應付目標更多元。

## 图片

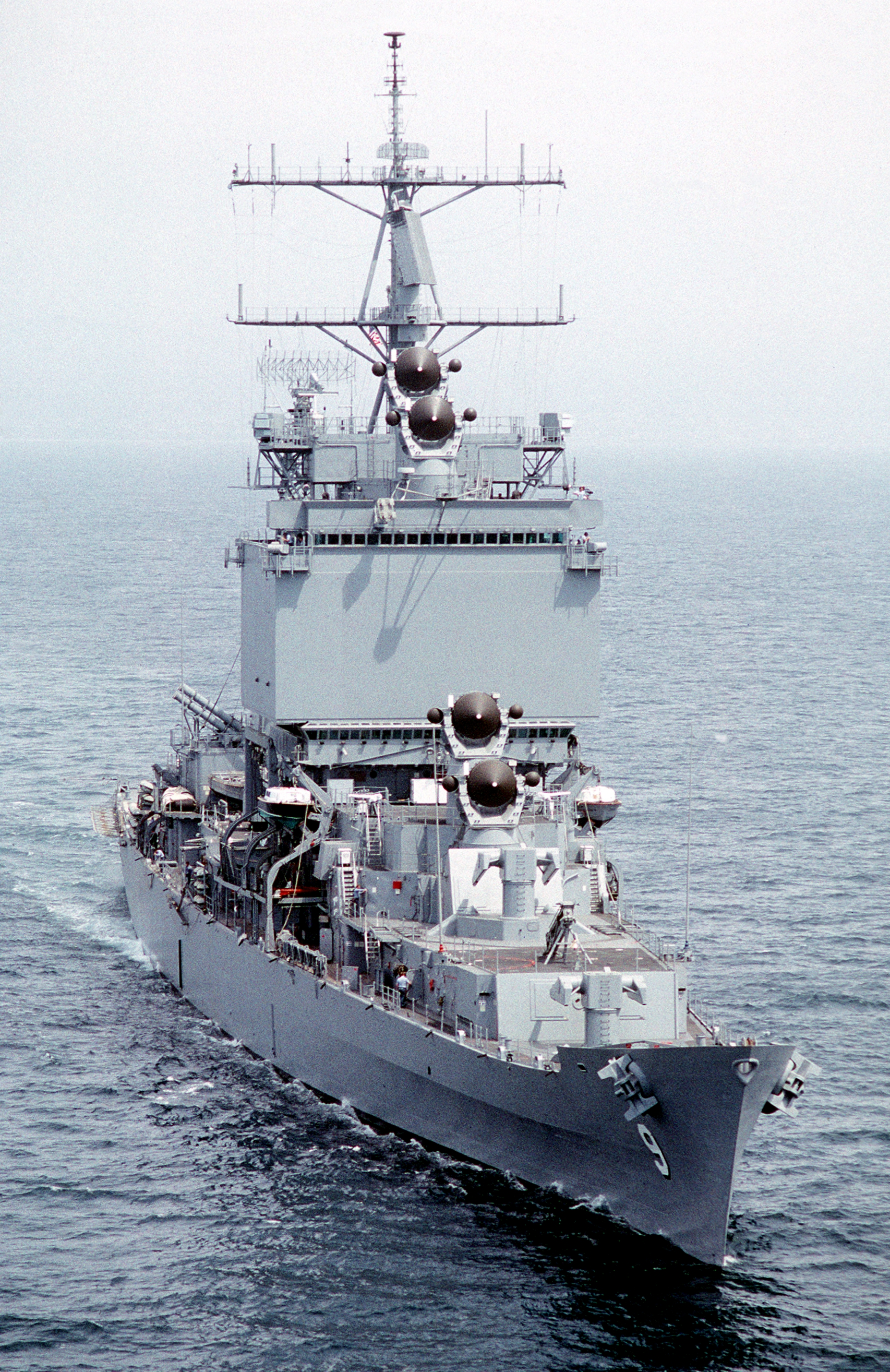
正面
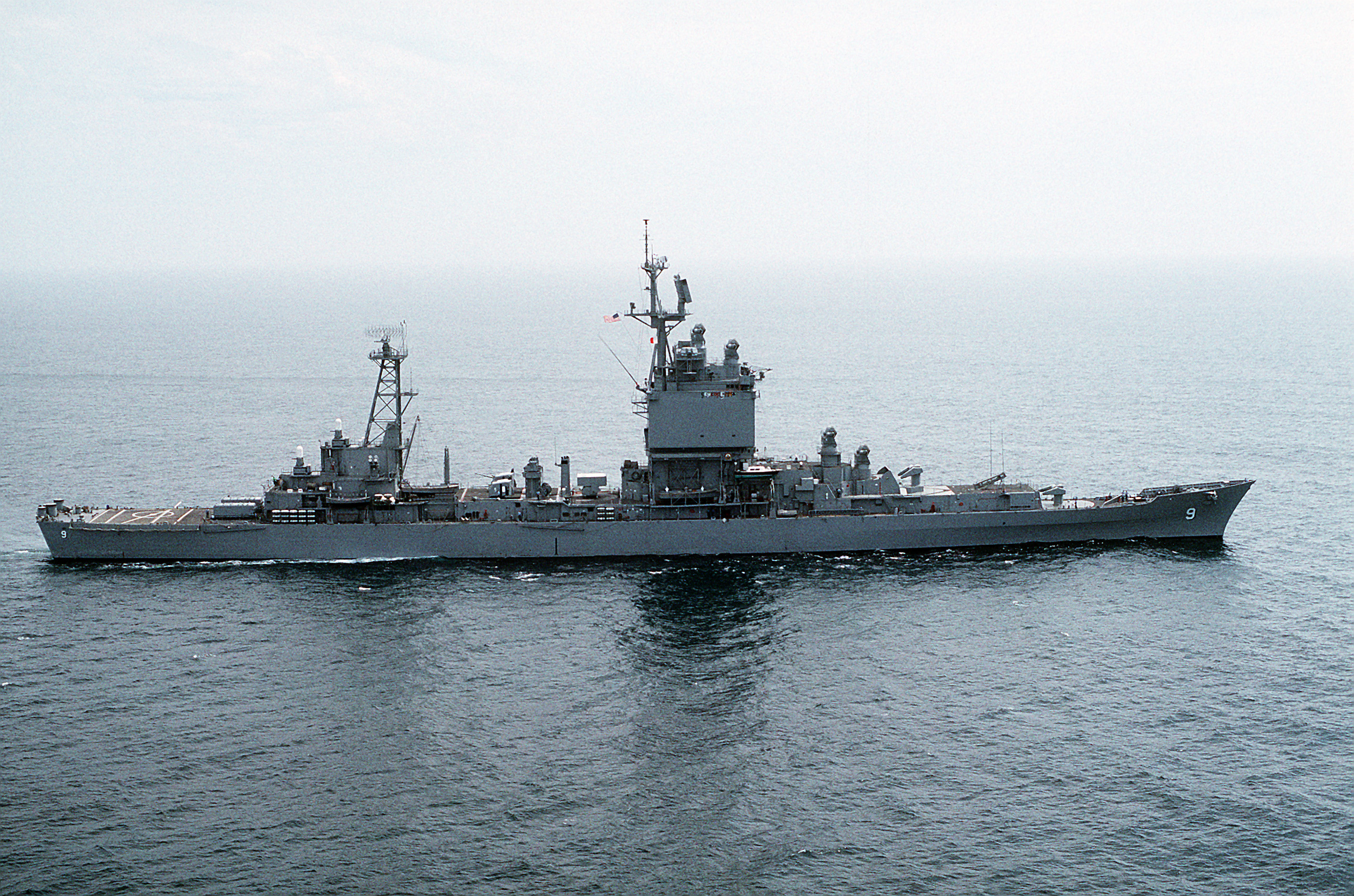
側面
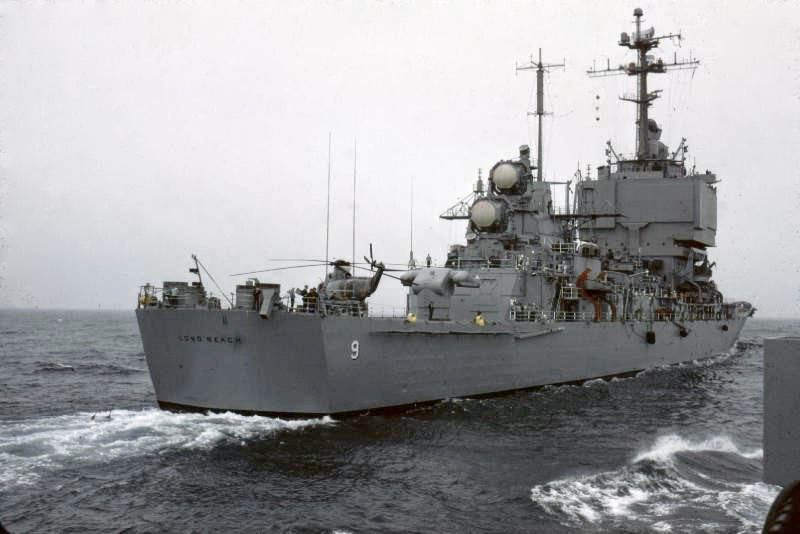
後面
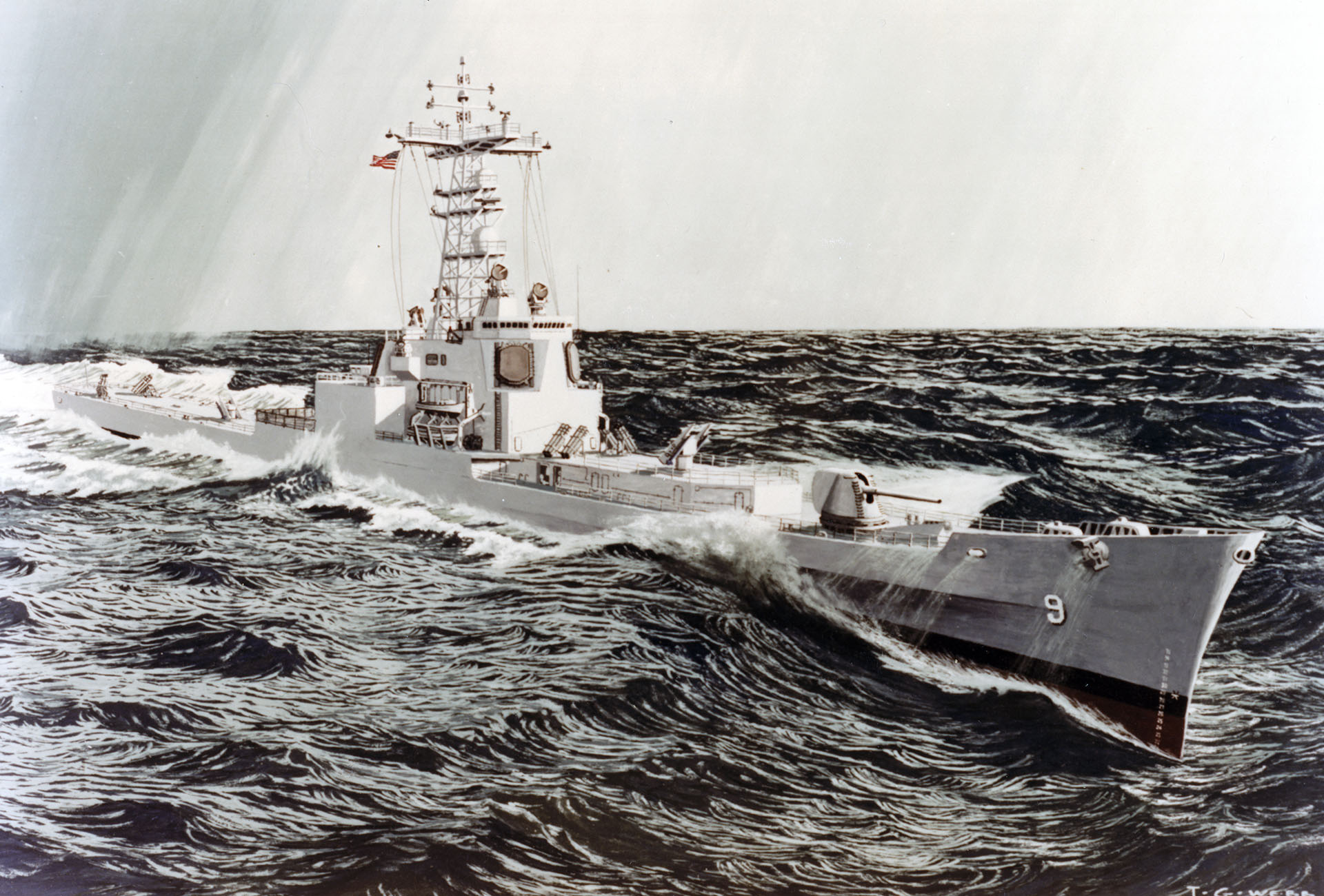
原定改裝神盾戰鬥系統的概念圖